# Hydrocleys parviflora
Hydrocleys parviflora är en svaltingväxtart som beskrevs av Moritz August Seubert. Hydrocleys parviflora ingår i släktet Hydrocleys och familjen svaltingväxter. Inga underarter finns listade.